# جوزيف جون رايس
جوزيف جون رايس (بالإنجليزية: Joseph John Rice)‏ هو قسيس أمريكي، ولد في 6 ديسمبر 1871 في Leicester, Massachusetts ‏ في الولايات المتحدة، وتوفي في 1 أبريل 1938 في برلينغتون في الولايات المتحدة.